# Khalid Shebani
Khalid Shebani (em árabe: خالد شيباني) é um ex-ciclista de estrada líbio. Shebani representou o seu país competindo em duas provas de ciclismo nos Jogos Olímpicos de 1980, realizados em Moscou, Rússia.